# گورستان دشت علفی
قبرستان دشت علفی مربوط به دوره اشکانیان - دوره ساسانیان است و در شهرستان خرم بید، بخش مشهد مرغاب، کوه‌های شرقی دشت علفی شهر قادرآباد واقع شده و این اثر در تاریخ ۲۶ اسفند ۱۳۸۶ با شمارهٔ ثبت ۲۱۸۵۲ به‌عنوان یکی از آثار ملی ایران به ثبت رسیده است.